# Били, Гарольд
Гарольд Били (англ. Harold Beeley; 15.02.1909, Манчестер — 27.07.2001) — британский дипломат, историк и арабист.
Родился в семье лондонского торговца средней руки.
Учился в Хайгейт-скул и оксфордском Квин-колледже, последний окончил в 1930 году с первоклассной степенью по совр. истории.
С 1930 года на преподавательской работе: в Шеффилдском ун-те, Университетском колледже Лондона, родном Квин-колледже, Университетском колледже Лестера.
В 1936 году выпустил краткую биографию Б. Дизраэли.
В годы войны не служил в армии из-за плохого зрения — работал в Королевском институте международных отношений, а затем в исследовательском отделе Форин-офис.
В 1945 году член секретариата Сан-Францисской конференции и Подготовительной комиссии Организации Объединенных Наций.
С 1946 года на дипломатической службе.
В 1955 году посол в Саудовской Аравии. Однако из-за заражения туберкулёзом был вынужден вернуться спустя несколько месяцев.
С 1958 года замглавы британской миссии в ООН (П. Диксона).
В 1961-4 гг. посол Великобритании в Египте. Первый посол, назначенный после Суэцкого кризиса.
В 1964-7 гг. представитель Великобритании на Конференции по разоружению в Женеве.
В 1967—1969 гг. вновь посол Великобритании в Египте. Сперва был назначен как спецпредставитель мининдела.
Затем в отставке — вернулся к академической карьере.
В 1969-75 гг. преподаватель истории в Квин-Мэри-колледже.
Был женат дважды. Дочь Били, Ванесса — журналист и блогер, известная связями с правительством Башара Асада.  
KCMG (1961).